# 大果大戟
大果大戟（学名：Euphorbia wallichii）也称云南大戟、长虫山大戟，为大戟科大戟属下的一个种。